# Marie-Louise Lemaire

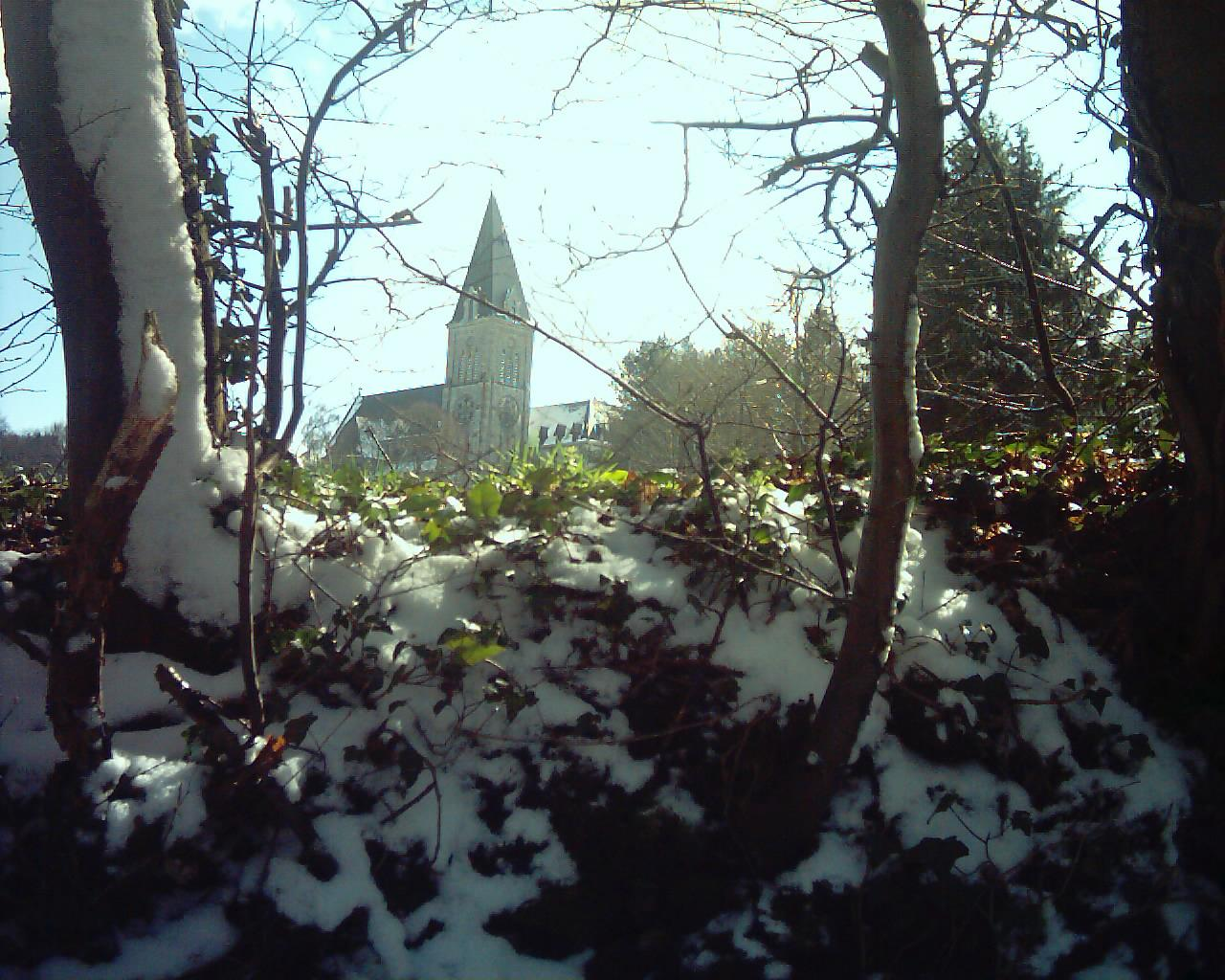
De abdij van Maredret

Zuster Marie-Louise Lemaire (geboren Cécile) (1896 - 1975) was een benedictinesse en boekverluchtster.
Marie-Louise Lemaire specialiseerde zich in de Abdij van Maredret in het maken van rijkelijk versierde manuscripten in gotische stijl, geïnspireerd door Vlaamse en Franse voorbeelden uit de late middeleeuwen. 
De abdij van Maredret (kloosterorde van benedictijner zusters) in de vallei van de Molignée is internationaal vermaard dankzij het zogenaamde Sint-Lukasatelier. Binnen dat atelier staat de productie van devotieprenten en manuscripten (missalen, antifonaria, ritualen voor de monniken en de slotzusters, en getijdenboeken voor de leken) centraal. 
Andere zusters belangrijk voor de productie in het Sint-Lukasatelier in Maredret zijn Agnès Desclée (1871 - 1931), Marie Madeleine Kerger (geboren Adèlé) (1876 - 1957) en Bénédicte Witz (geboren in 1935). 

## Jeugd
Marie-Louise groeide onder de naam Cécile op in een gezin binnen de hoge bourgeoisie uit het Maasland. Ze was geboren in Herstal en de dochter van de ingenieur Armand-Antoine Lemaire, afgestudeerd aan de Universiteit van Luik en eigenaar van een machinebouw-werkplaats in Céciles geboortestad. 
Céciles vader Armand was in een eerste huwelijk getrouwd met Marie, dochter van Alfred Cartuyvels, notaris in Braives, en Louise Marcq, wiens zus Stéphanie de echtgenote was van de minister van staat Alexandre Braun. Er zat zeker een artistieke aanleg in de familie Braun. Céciles neef Thomas Braun (1876 - 1961) was niet alleen advocaat maar ook schrijver, en diens broer, pater Sébastien Braun (1881 - 1980), monnik in Maredsous, was gedurende twintig jaar hoofd van de 'Ecole des Métiers d'Art Saint-Josephe de l'abbaye'. 

## Boekverluchter
Zelf weten we niet of Cécile Lemaire een artistieke opleiding genoot alvorens ze als zuster Marie-Louise in 1917, tijdens de Eerste Wereldoorlog, in de abdij van Maredret toetrad. Zelf was ze zeer discreet over haar komaf. Vast staat wel dat ze al gauw na haar intrede in de abdij van Maredret als boekverluchtster aan de slag ging, wat toch een zekere artistieke opleiding doet vermoeden. Al gauw eigende ze zich de oude technieken van middeleeuwse kopiisten en verluchters toe. Ze werd hierin begeleid door de twintig jaar oudere zuster Marie-Madeleine Kerger die reeds in april 1898, kort na de oprichting, in de abdij was ingetreden. 
In 1919 krijgt zuster Marie-Louise de eer om een tekst te schrijven en te illustreren die aan koningin Elisabeth wordt geschonken naar aanleiding van haar bezoek aan de abdij. In de annalen van de abdij staat beschreven dat deze een afbeelding van de Goede Herder bevat.
Zuster Marie-Louise werkt nauw samen met de oprichtster van de abdij, Agnès Desclée, en vindt een uitstekende docente in zuster Marie Madeleine Kerger. Het is met die laatste dat ze zich perfectioneert als illumineuse. De annalen van de abdij vertellen dat zuster Marie-Louise vanaf 1922 niet alleen elke ochtend samenwerkt met haar docente maar tevens instaat voor haar verzorging gezien de gezondheid van zuster Marie Madeleine zienderogen achteruitgaat en zij uiteindelijk het illumineren moet stoppen. 
Op haar beurt doceerde zuster Marie-Louise Lemaire haar ambachtelijke vaardigheden aan nieuwe zusters die in de abdij toetraden, onder meer aan zuster Bénédicte Witz, de latere abdis.

## Oeuvre

Verlucht missaal in Sint-Baafskathedraal Gent

(Voor foto's van het oeuvre: zie de Online bronnen.)
Zuster Marie-Louise Lemaire eigende zich verschillende 15de-eeuwse stijlen toe. Haar werk bevindt zich onder meer in de collectie van het Vaticaan en het Archief van het Koninklijk Paleis te Brussel. In 1954 realiseert ze een verlucht missaal 'Messe de Toussaint' geïllustreerd met details uit het Lam Gods van de gebroeders Hubert en Jan van Eyck voor de Sint-Baafskathedraal in Gent. Ook de Koning Boudewijnstichting kocht werken van haar hand uit de collectie van de Franse verzamelaar Guy Coeli.
Alhoewel belangrijke delen van de productie uit het Sint-Lukasatelier van Maredret bekend zijn is het evenzeer duidelijk dat de annalen van de abdij geen volledig overzicht geven van het totale oeuvre dat de zusters in Maredret nalieten. Dit is ongetwijfeld voer voor uitgebreid onderzoek. Werken uit het atelier worden onder meer bewaard in het eigen Maredret abdijarchief, het Archief en de Bibliotheek van de Abdij van Maredsous, de Pierpont Morgan Library in New York, het Archief van het Koninklijk Paleis te Brussel, het Aartsbisschoppelijk Archief te Mechelen, de Stichting van Caloen in Loppem, in het Vaticaan, de Sint-Willibrorduskerk in Antwerpen, enzovoort. 

## De geschiedenis van de miniatuurkunst in Maredret
In de laatste jaren van haar leven schreef Marie-Louise Lemaire in een schoolschriftje de geschiedenis van de miniatuurkunst in de abdij van Maredret. Zij had immers zuster Agnès Desclée, de oprichtster van het Sint-Lucasatelier, goed gekend. En Marie-Madeleine Kerger leerde haar als een echte meester de knepen van het miniaturistenvak. Bij haar redactie combineerde ze de goed bijgehouden annalen van de abdij en haar eigen herinneringen. Bij haar overlijden in 1975 was Marie-Louise Lemaire gevorderd tot 1940. Haar relaas over de geschiedenis bleef jammerlijk onvoltooid. Het schoolschriftje wordt nog steeds in Maredret bewaard.